# Clitellio orientalis
Clitellio orientalis — вид малощетинкових червів родини Naididae ряду Haplotaxida. 

## Поширення
Вид відомий тільки у  Східно-Сибірському морі.